# Acacia divergens
Acacia divergens é uma espécie de leguminosa do gênero Acacia, pertencente à família Fabaceae.